# Titanomachien
Titanomachien er en mytisk krig mellem gudedynastierne titaner og kronider.
Udgangspunktet for krigen var titanen Kronos, der åd sine egne børn, for ikke at den forbandelse, som hans far Uranos havde kastet over ham, skulle blive til virkelighed. Kronos havde nemlig kastreret sin far. Den yngste af Kronos børn, Zeus, undslap ved sin moder Rheas hjælp og vendte tilbage med et brækmiddel, som han gav sin far (Nogle mener at Zeus skar maven op på Kronos, og på den måde fik dem ud). Herefter kastede Kronos alle sine børn op, og fjendtlighederne begyndte. Titanerne undtagen Themis og Prometheus deltog på Kronos' side sammen med et nyt kuld uhyrer, som Gaia havde undfanget og født, giganterne, mens Zeus og hans søskende kæmpede på den modsatte side.
Zeus og de øvrige kronider vandt til sidst, især takket være lynkilen, som Zeus havde fået af kykloperne, efter at han havde befriet dem fra Tartaros. Kroniderne fik også hjælp fra de hundredarmede, som var blevet befriet ved samme lejlighed. Efter sejren kastede Zeus titanerne ned i Tartaros og satte kykloper og de hundredarmede som deres vogtere.

## Det Nye Styre
Således kommer Zeus til at efterfølge en ældre og mere primitiv generation af guder. Han er visere, han har ædlere egenskaber og fysisk styrke.
Dog var det ikke alle Titanerne der havde holdt med Kronos. For eksempel kæmpede Okeanos ikke på hans side, og det siges at Prometheus, Iapetos´ søn, havde hjulpet Zeus betydeligt. Efter sejren over Titanerne blev Kronos og hans søskende lagt i lænker og styrtet ned i Tartaros, medens Hekatocheirerne blev sat til at vogte dem.

## Atlas
Følgerne af den nye verdensorden var for nogle den rene pinsel. Således blev for eksempel Atlas, søn af Titanen Iapetos, hårdt straffet for sin deltagelse i Titanernes kamp mod Zeus. Han blev nemlig sendt til verdens ende, mod vest, til grænseområdet mellem Natten og Kaos, der hvor Hespariderne vogtede over de gyldne æbler. Dér blev han dømt til i al evighed at støtte himmelvælvingen på sine skuldre, eller – ifølge andre overleveringer – at støtte himlen og jorden, eller verdens akse. En anden myte fortæller, at Atlas tidligere havde været konge over en sagnomspunden ø, på den anden side af oceanet, ved navn Atlantis. Atlas fik syv døtre med Pleione, nemlig pleiaderne: Taighete, Elektra, Alkyone, Astarope, Kelaino, Maia og Merope. Pleiones døtre kom efter deres død op på himmelen og dannede stjernebilledet Pleiaderne.